# Electrolit
Un electrolit este un mediu care găzduiește ioni. Acești ioni facilitează conductivitatea electrică prin mișcarea lor, însă nu permit conductivitatea electronilor. Acest mediu cuprinde majoritatea sărurilor solubile, acizilor și bazelor dizolvate într-un solvent polar, precum apa. Atunci când aceste substanțe se dizolvă, ele se descompun în cationi și anioni, care se răspândesc uniform în întregul solvent. De asemenea, există electroliți în stare solidă. În domeniul medicinei și uneori în chimie, termenul de electrolit se referă la substanța care este dizolvată.
Din punct de vedere electric, o astfel de soluție este neutră. Atunci când se aplică un potențial electric unei astfel de soluții, cationii din soluție sunt atrași de electrodul care are o abundență de electroni, în timp ce anionii sunt atrași de electrodul care are un deficit de electroni. Mișcarea anionilor și cationilor în direcții opuse în interiorul soluției generează un curent electric. Unele gaze, precum clorura de hidrogen (HCl), pot funcționa ca electroliți în condiții de temperatură ridicată sau presiune scăzută. Soluțiile de electroliți pot rezulta și din dizolvarea unor polimeri biologici (de exemplu, ADN, polipeptide) sau sintetici (de exemplu, polistiren sulfonat), denumiți „polielectroliți”, care conțin grupări funcționale încărcate. O substanță care se disociază în ioni în soluție sau în topitură dobândește capacitatea de a conduce electricitatea. Sodiul, potasiul, clorura, calciul, magneziul și fosfatul în fază lichidă sunt exemple de electroliți.
În domeniul medical, înlocuirea electroliților devine necesară atunci când o persoană suferă de vărsături sau diaree prelungite, precum și în urma transpirației cauzate de activitatea atletică intensă. Există soluții comerciale de electroliți disponibile, în special pentru copiii bolnavi (de exemplu, sărurile de rehidratare orală, Suero Oral⁠(d) sau Pedialyte) și pentru sportivi (băuturi sportive). Monitorizarea nivelului electroliților este esențială în tratamentul anorexiei și bulimiei.
În domeniul științific, electroliții constituie una dintre componentele esențiale ale celulelor electrochimice.
În cadrul medicinei clinice, referințele la electroliți se referă, de obicei prin metonimie, la ioni și, în special, la concentrațiile acestora (în sânge, ser, urină sau alte fluide corporale). Prin urmare, atunci când se menționează nivelurile de electroliți, se face de obicei referire la diferitele concentrații de ioni, nu la volumele de fluid.

## Etimologie
Termenul electrolit își are rădăcinile în limba greacă veche, unde ήλεκτρο- (ēlectro-) este un prefix asociat cu electricitatea, iar λυτός (lytos) înseamnă „capabil să fie dezlegat sau slăbit”.

## Istorie

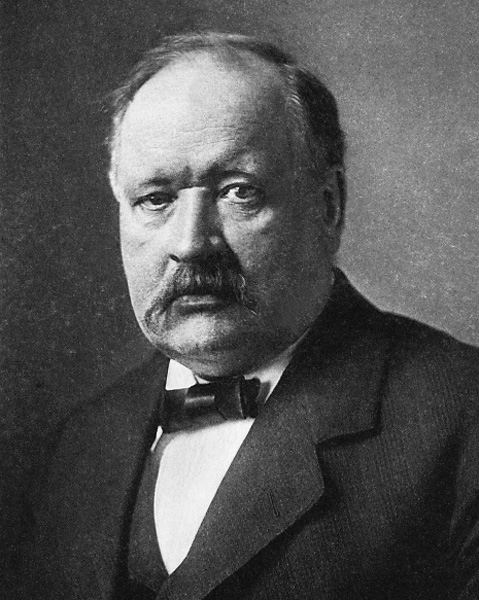
Svante Arrhenius, pionierul conceptului de disociere a electroliților în soluție apoasă, a fost onorat cu Premiul Nobel pentru Chimie în 1903 pentru această descoperire.

În teza sa din 1884, Svante Arrhenius a oferit o explicație privind disocierea sărurilor cristaline solide în particule încărcate atunci când sunt dizolvate, realizare pentru care a primit Premiul Nobel pentru Chimie în 1903. Arrhenius a explicat că, în procesul de formare a unei soluții, sarea se disociază în particule încărcate, pe care  Michael Faraday (1791-1867) le-a numit „ioni” cu mulți ani înainte. Faraday presupunea că ionii sunt produși în procesul de electroliză. Arrhenius a sugerat că, chiar și în absența unui curent electric, soluțiile de săruri conțin ioni. Astfel, el a propus că reacțiile chimice în soluție sunt de fapt reacții între ioni.
Nu mult timp după ipoteza lui Arrhenius despre ioni, Franz Hofmeister⁠(d) și Siegmund Lewith au descoperit că diferite tipuri de ioni au efecte diferite asupra unor aspecte precum solubilitatea proteinelor. O ordonare consecventă a acestor ioni diferiți, în funcție de magnitudinea efectului lor, apare constant și în multe alte sisteme. Aceasta a devenit cunoscută sub numele de seria Hofmeister.
Deși originile acestor efecte nu sunt foarte clare și au fost dezbătute pe parcursul secolului trecut, s-a sugerat că densitatea de sarcină a acestor ioni este importantă și ar putea avea de fapt explicații care provin din lucrările lui Charles-Augustin de Coulomb, de acum peste 200 de ani.

## Formare
Soluțiile de electroliți se formează de obicei atunci când sarea este introdusă într-un solvent, precum apa, iar componentele individuale se disociază datorită interacțiunilor termodinamice dintre moleculele de solvent și solut, într-un proces cunoscut sub numele de „solvatare”. De exemplu, atunci când sarea de masă (clorură de sodiu), NaCl, este adăugată în apă, sarea (un solid) se dizolvă în ionii săi componente, conform reacției de disociere.
NaCl (s) → Na + (aq) + Cl − (aq)
Este posibil ca anumite substanțe să reacționeze cu apa, producând ioni. De exemplu, dioxidul de carbon gazos se dizolvă în apă pentru a produce o soluție care conține ioni de hidroniu, carbonat și bicarbonat.
Sărurile topite pot fi, de asemenea, electroliți. De exemplu, atunci când clorura de sodiu este topită, lichidul conduce electricitatea. În special, lichidele ionice, care sunt săruri topite cu puncte de topire sub 100 °C, sunt un tip de electroliți neapoși foarte conductivi și, astfel, au găsit din ce în ce mai multe aplicații în pile de combustibil și baterii.
Un electrolit dintr-o soluție poate fi descris ca „concentrat” dacă are o concentrație mare de ioni sau „diluat” dacă are o concentrație scăzută. Dacă o proporție mare de solut se disociază pentru a forma ioni liberi, electrolitul este puternic; dacă majoritatea solutului nu se disociază, electrolitul este slab. Proprietățile electroliților pot fi exploatate folosind electroliză pentru a extrage elementele constitutive și compușii conținuți în soluție.
Metalele alcalino-pământoase formează hidroxizi care sunt electroliți puternici cu solubilitate limitată în apă, datorită atracției puternice dintre ionii lor constitutivi. Aceasta limitează utilizarea lor în situațiile în care este necesară o solubilitate ridicată.
În 2021, cercetătorii au descoperit că electrolitul poate „facilita în mod semnificativ studiile de coroziune electrochimică în medii mai puțin conductoare”.

## Importanța fiziologică
În fiziologie, ionii primari ai electroliților sunt sodiul (Na+), potasiul (K+), calciul (Ca2+), magneziul (Mg2+), clorura (Cl−), fosfatul de hidrogen (HPO42−), și carbonatul acid (HCO3−). Simbolurile de sarcină electrică plus (+) și minus (-) indică faptul că substanța este ionică și are o distribuție dezechilibrată a electronilor, rezultat al disocierii chimice. Sodiul este principalul electrolit găsit în lichidul extracelular, iar potasiul este principalul electrolit intracelular; ambele sunt implicate în echilibrul fluidelor și controlul tensiunii arteriale.
Toate formele de viață multicelulare cunoscute necesită un echilibru electrolitic subtil și complex între mediul intracelular și extracelular. În special, menținerea gradienților osmotici preciși ai electroliților este importantă. Astfel de gradienți afectează și reglează hidratarea corpului, precum și pH-ul sângelui și sunt esențiali pentru funcționarea nervilor și a mușchilor. Există diferite mecanisme în speciile vii care mențin concentrațiile diferiților electroliți sub control strict.
Atât țesutul muscular, cât și neuronii sunt considerați țesuturi electrice ale corpului. Mușchii și neuronii sunt activați de activitatea electroliților dintre lichidul extracelular sau lichidul interstițial și fluidul intracelular. Electroliții pot intra sau părăsi membrana celulară prin structuri proteice specializate încorporate în membrana plasmatică, numite „canale ionice”. De exemplu, contracția musculară depinde de prezența calciului (Ca2+), a sodiului (Na+) și a potasiului (K+). Fără niveluri suficiente ale acestor electroliți cheie, poate apărea slăbiciunea musculară sau contracții musculare severe.
Echilibrul electrolitic este menținut prin aportul oral sau, în situații de urgență, intravenos (IV) de substanțe care conțin electroliți și este reglat de hormoni, în general, cu rinichii eliminând excesul. La om, homeostazia electrolitică este reglată de hormoni precum hormonii antidiuretici, aldosteronul și hormonii paratiroidieni. Tulburările electrolitice grave, cum ar fi deshidratarea și suprahidratarea, pot duce la complicații cardiace și neurologice și, dacă nu sunt rezolvate rapid, pot duce la o urgență medicală.

### Măsurare
Măsurarea electroliților reprezintă o procedură de diagnostic comună, realizată prin teste de sânge cu ajutorul electrozilor ion-selectivi sau prin analize de urină efectuate de tehnicieni medicali. Interpretarea acestor valori este în mare parte lipsită de sens fără o analiză a istoricului clinic și este adesea imposibilă fără măsurători paralele ale funcției renale. Electroliții cei mai frecvent măsurați sunt sodiul și potasiul. Nivelurile de clorură sunt rareori măsurate, cu excepția interpretărilor gazelor din sângele arterial, deoarece acestea sunt inerent legate de nivelurile de sodiu. Un test important efectuat pe urină este testul de greutate specifică, care indică prezența unui dezechilibru electrolitic.

### Rehidratare
În cadrul terapiei de rehidratare orală, băuturile electrolitice, care conțin săruri de sodiu și potasiu, restabilesc concentrațiile de apă și electroliți din organism după deshidratare. Aceasta poate fi cauzată de exerciții fizice, consum excesiv de alcool, diaforeză (transpirație abundentă), diaree, vărsături, intoxicație sau înfometare. Sportivii care se antrenează în condiții extreme (de exemplu, timp de trei ore sau mai mult în mod continuu, cum ar fi un maraton sau triatlon) și care nu consumă electroliți riscă deshidratarea hiponatremică.
O băutură electrolitică preparată acasă poate fi realizată folosind apă, zahăr și sare în proporții precise. Este important să se includă glucoză (zahăr) pentru a utiliza mecanismul de co-transport al sodiului și glucozei. Preparatele comerciale sunt, de asemenea, disponibile atât pentru uz uman, cât și pentru uz veterinar.
Electroliții se găsesc în mod obișnuit în sucurile de fructe, băuturile sportive, lapte, nuci și multe fructe și legume (întregi sau sub formă de suc), cum ar fi cartofii și avocado.

## Electrochimie
Când electrozii sunt introduși într-un electrolit și se aplică o tensiune, electrolitul va conduce electricitatea. În mod normal, electronii izolați nu pot traversa electrolitul; în schimb, la catod are loc o reacție chimică care furnizează electroni electrolitului. O altă reacție are loc la anod, consumând electronii din electrolit. Ca rezultat, se dezvoltă un nor de sarcină negativă în electrolitul din jurul catodului, iar o sarcină pozitivă se formează în jurul anodului. Ionii din electrolit neutralizează aceste sarcini, permițând astfel electronilor să continue să circule și reacțiilor să continue.

Celulă electrolitică care produce clor (Cl_{2}) și hidroxid de sodiu (NaOH) dintr-o soluție de sare obișnuită

De exemplu, într-o soluție de sare de masă obișnuită (clorură de sodiu, NaCl) în apă, reacția la catod va fi
2 H 2 O + 2e − → 2 OH − + H 2
și va rezulta în eliberarea de hidrogen gazos; reacția la anod este
2 NaCl → 2 Na + + Cl 2 + 2e −
și va rezulta în eliberarea de clor gazos în soluție, unde acesta reacționează cu ionii de sodiu și hidroxil pentru a produce hipoclorit de sodiu - înălbitor de uz casnic. Ionii de sodiu Na+ încărcați pozitiv vor migra spre catod, neutralizând sarcina negativă a OH- acolo, iar ionii de hidroxid încărcați negativ OH- vor migra spre anod, neutralizând sarcina pozitivă a Na+ de acolo. Fără ionii din electrolit, sarcinile din jurul electrodului ar încetini fluxul continuu de electroni; difuzia H+ și OH- prin apă către celălalt electrod durează mai mult decât mișcarea ionilor de sare mult mai abundenți. Electroliții se disociază în apă deoarece moleculele de apă sunt dipoli, iar dipolii se orientează într-un mod energetic favorabil pentru a solvata ionii.
În unele sisteme, reacțiile electrozilor pot implica atât metalele electrozilor, cât și ionii electrolitului.
Conductorii electrolitici sunt folosiți în dispozitivele electronice unde reacția chimică la interfața metal-electrolit produce efecte utile.
- În cazul bateriilor, se utilizează două materiale cu afinități electronice diferite ca electrozi; electronii circulă de la un electrod la altul în exteriorul bateriei, în timp ce în interiorul bateriei circuitul este închis de ionii electrolitului. În acest context, reacțiile electrodului convertesc energia chimică în energie electrică.[28]
- În anumite celule de combustie, un electrolit solid sau un conductor de protoni conectează plăcile electrice, menținând în același timp separate gazele combustibile de hidrogen și oxigen.[29]
- În rezervoarele de galvanizare, electrolitul depune simultan metal pe obiectul care urmează a fi placat și conectează electric acel obiect în circuit.
- În dispozitivele de măsurare a orelor de funcționare, două coloane subțiri de mercur sunt separate printr-un mic spațiu umplut cu electrolit și, pe măsură ce sarcina este trecută prin dispozitiv, metalul se dizolvă pe o parte și se depune pe cealaltă, determinând golul vizibil să se deplaseze încet.
- În condensatoarele electrolitice, efectul chimic este utilizat pentru a produce o acoperire dielectrică⁠(d) sau izolatoare extrem de subțire, în timp ce stratul de electrolit se comportă ca o singură placă de condensator.
- În unele higrometre, umiditatea aerului este detectată prin măsurarea conductivității unui electrolit aproape uscat.
- Sticla fierbinte, moale, este un conductor electrolitic, iar unii producători de sticlă mențin sticla topită prin trecerea unui curent mare prin ea.

## Electroliți solizi
Electroliții solizi pot fi în mare parte clasificați în patru grupuri descrise mai jos.

### Electroliți de tip gel
Electroliții de tip gel – aceștia se aseamănă foarte mult cu electroliții lichizi. În esență, aceștia sunt lichizi într-o structură de rețea flexibilă. Adesea, se adaugă diverși aditivi pentru a crește conductivitatea acestor sisteme.

### Electroliți polimerici
Electroliții polimerici uscați – aceștia se deosebesc de electroliții lichizi și de gel prin faptul că sarea este dizolvată direct în mediul solid. De obicei, este vorba despre un polimer cu o constantă dielectrică⁠(d) relativ ridicată (PEO, PMMA, PAN, polifosfazeni, siloxani, etc.) și o sare cu energie de rețea redusă. Pentru a crește rezistența mecanică și conductivitatea acestor electroliți, foarte des se folosesc compozite și se introduce o fază ceramică inertă. Există două clase majore de astfel de electroliți: polimer în ceramică și ceramică în polimer.

### Electroliți ceramici
Electroliții ceramici solizi – ionii migrează prin faza ceramică prin intermediul unor locuri libere sau interstițiale din rețea. Există și electroliți vitro-ceramici.

### Electroliți organici din plastic
Cristalele organice de plastic ionic – sunt un tip de săruri organice care prezintă mezofaze (adică o stare a materiei intermediară între lichid și solid), în care ionii mobili sunt dezordonați orientativ sau rotațional, în timp ce centrele lor sunt localizate în locurile ordonate din structura cristalină. Acestea au diverse forme de dezordine datorate uneia sau mai multor transformări de fază solid-solid sub punctul de topire și, prin urmare, au proprietăți plastice și o bună flexibilitate mecanică, precum și un contact interfacial îmbunătățit între electrod și electrolit. În special, cristalele de plastic ionic organic protic (POIPC), care sunt săruri organice protice⁠(d) solide formate prin transferul de protoni de la un acid Brønsted la o bază Brønsted și, în esență, sunt lichide ionice protice în stare topită, s-au dovedit a fi promițătoare ca conductoare de protoni în stare solidă pentru pile de combustie. Exemplele includ perfluorbutansulfonat de 1,2,4-triazoliu și metansulfonat de imidazoliu.